# Bazylika Notre-Dame w Montrealu
Bazylika Notre-Dame w Montrealu (fr. Basilique Notre-Dame de Montréal) – kościół rzymskokatolicki, położony w Montrealu w dzielnicy Ville-Marie. Jest najstarszym kościołem Kanady wzniesionym w stylu neogotyckim. 24 lutego 1989 roku wpisany na listę National Historic Sites of Canada (fr. Lieux historiques nationaux du Canada) jako narodowy pomnik historyczny (National Historic Site of Canada)
Należący do bazyliki cmentarz Notre-Dame-des-Neiges, położony na wzgórzu Mont Royal, jest największym cmentarzem Kanady i trzecim pod względem wielkości w Ameryce Północnej.

## Historia

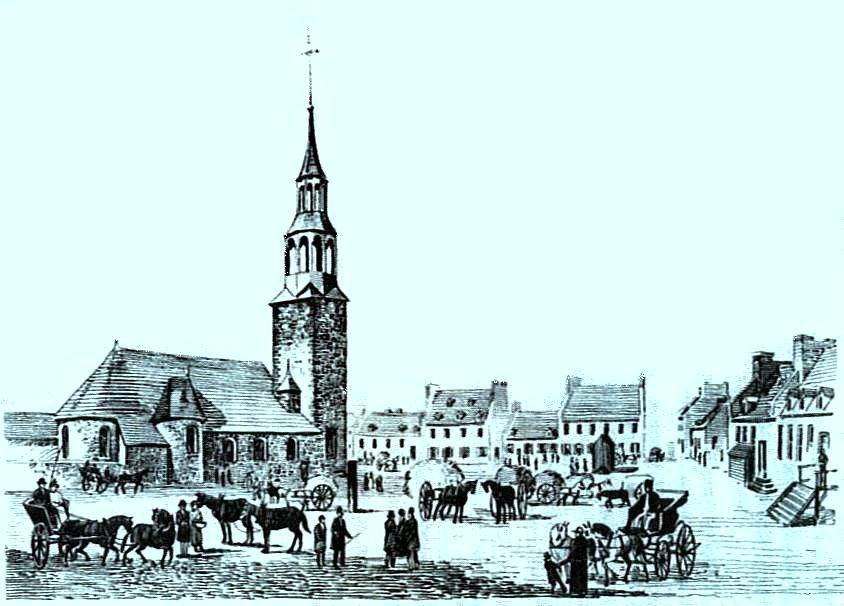
Pierwszy kościół Notre-Dame

Poprzedniczką obecnej bazyliki Notre-Dame (Najświętszej Maryi Panny) była mała kaplica prowadzona początkowo przez jezuitów. Po nich przyszli sulpicjanie, którzy w roku 1657 podjęli budowę większego kościoła. Zaprojektował go jeden z braci zakonnych, François Dollier de Casson. Świątynię wzniesiono przy ulicy Notre-Dame w miejscu, na którym stoi obecna bazylika. Kościół został zbudowany w latach 1672–1683 w stylu barokowym. Na początku XIX w., gdy okazało się, iż dotychczasowy kościół jest już zbyt mały, postanowiono zbudować nowy. Na jego projektanta wybrano nowojorskiego architekta Jamesa O’Donnella, protestanta irlandzkiego pochodzenia. O’Donnell postanowił zaprojektować kościół w modnym wówczas w Anglii i Stanach Zjednoczonych stylu neogotyckim, przy tym dostatecznie obszerny, aby sprostać potrzebom 8-tysięcznej wówczas parafii. Podstawowe roboty budowlane wykonano w latach 1824–1829. O’Donnellowi nie dane było dożyć do całkowitego zakończenia prac. Zmarł w Montrealu w 1830 roku. Tuż przed śmiercią nawrócił się na katolicyzm i został pochowany w nowym kościele w krypcie, a jego grób został oznaczony tablicą. Kościół Notre-Dame był przez następne pół wieku największym kościołem Kanady i Stanów Zjednoczonych. Jego wczesny, neogotycki styl, wyrażający się w prostym rozplanowaniu nawy z galeriami i bliźniaczymi wieżami, zapoczątkował przełom stylistyczny w kanadyjskiej architekturze sakralnej. Budynek kościoła reprezentuje zarazem romantyczne, nieakademickie podejście do neogotyku, kontrastując pod tym względem z wybudowanymi w II poł. XIX w. dużymi anglikańskimi i katolickimi katedrami Kanady.
Stary kościół został rozebrany latem 1830 roku, z wyjątkiem dzwonnicy, która przetrwała do 1843 roku, kiedy to ukończono bliźniacze wieże bazyliki Notre-Dame, zaprojektowane przez architekta Johna Ostella. Wieża zachodnia, nazwana „La Persévérance” („Wytrwałość”), ukończona została w 1841 roku; mieści się w niej wielki dzwon, ochrzczony „Jean-Baptiste” („Jan Chrzciciel”), ważący 11 ton. Wieża wschodnia, nazwana „La Tempérance” („Powściągliwość”), została ukończona w 1843 roku i mieści w sobie carillon składający się z 10 dzwonów.
W 1889 roku proboszcz Léon-Alfred Sentenne zlecił architektom Perreaultowi i Mesnardowi zbudowanie kaplicy, w której mogłyby się odbywać mniejsze uroczystości, np. śluby i pogrzeby. Zbudowana w stylu neogotyckim kaplica otrzymała wezwanie Notre-Dame du Sacré-Coeur (Najświętszego Serca Maryi) i była konsekrowana w dniu 8 grudnia 1891, w święto Niepokalanego Poczęcia NMP. W dniu 7 grudnia 1978 roku kaplica została poważnie uszkodzona przez pożar. Jej rekonstrukcji podjęła się firma architektoniczna Jodin, Lamarre, Pratte and Associates. Plan zakładał przebudowę dwóch pierwszych poziomów w nawiązaniu do pierwotnej kaplicy. Do prac zaangażowano wykwalifikowanych stolarzy, rzeźbiarzy i cieśli wykorzystujących tradycyjne metody pracy. Sklepienie zostało zbudowane w nowoczesnym stylu umożliwiającym naturalne oświetlenie wnętrza. Nowa kaplica została otwarta w 1982 roku.

### Ważne wydarzenia
- 11 września 1984 roku papież Jan Paweł II celebrował w bazylice mszę dla dzieci[1]
- 18 grudnia 1994 roku w bazylice wzięli ślub Céline Dion i René Angélil[1]
- w bazylice miały miejsce uroczystości pogrzebowe: znanego XIX-wiecznego polityka George’a-Étienne’a Cartiera (1873), premiera Kanady Pierre'a Trudeau (październik 2000) i hokeisty Maurice’a Richarda (2001)[1]

## Architektura i wystrój
Stylistycznie wnętrze dzisiejszego kościoła bardzo różni się od pierwotnego. Ściana zamykająca budynek była płaska i oświetlona przez duże okno, na wzór gotyckich kościołów Anglii. Na ścianie tej zawieszono sześć malowideł zabranych ze starego kościoła, z którego, ze względów ekonomicznych, przeniesiono również ołtarz główny. Ołtarz ten stoi obecnie przy zachodniej ścianie bocznej kaplicy dedykowanej św. Marii Małgorzacie d’Youville. Kolumny nawy zostały pomalowane na podobieństwo żyłkowanego marmuru. Dzieło to wykonał włoski artysta z Nowego Jorku, Angelo Pienovi. Dekoracje kościoła wykonali w latach 1870–1900 proboszcz Victor Rousselot i architekt Victor Bourgeau. Podróżując po Francji Rousselot był pod głębokim wrażeniem stylu i symboliki paryskiej kaplicy Sainte-Chapelle, zaproponował więc ją Victorowi Bourgeau jako źródło inspiracji, co znalazło wyraz zwłaszcza w niebieskich i złotych kolorach, pozłacanych liściach na sklepieniu oraz w wyglądzie kolumn. Dekoracje wykonano wyłącznie z polichromowanego drewna. W fasadzie kościoła umieszczono figury patronów: Montrealu (Najświętsza Maryja Panna), Quebecu (św. Jan Chrzciciel) i Kanady (św. Józef).

### Ołtarz główny

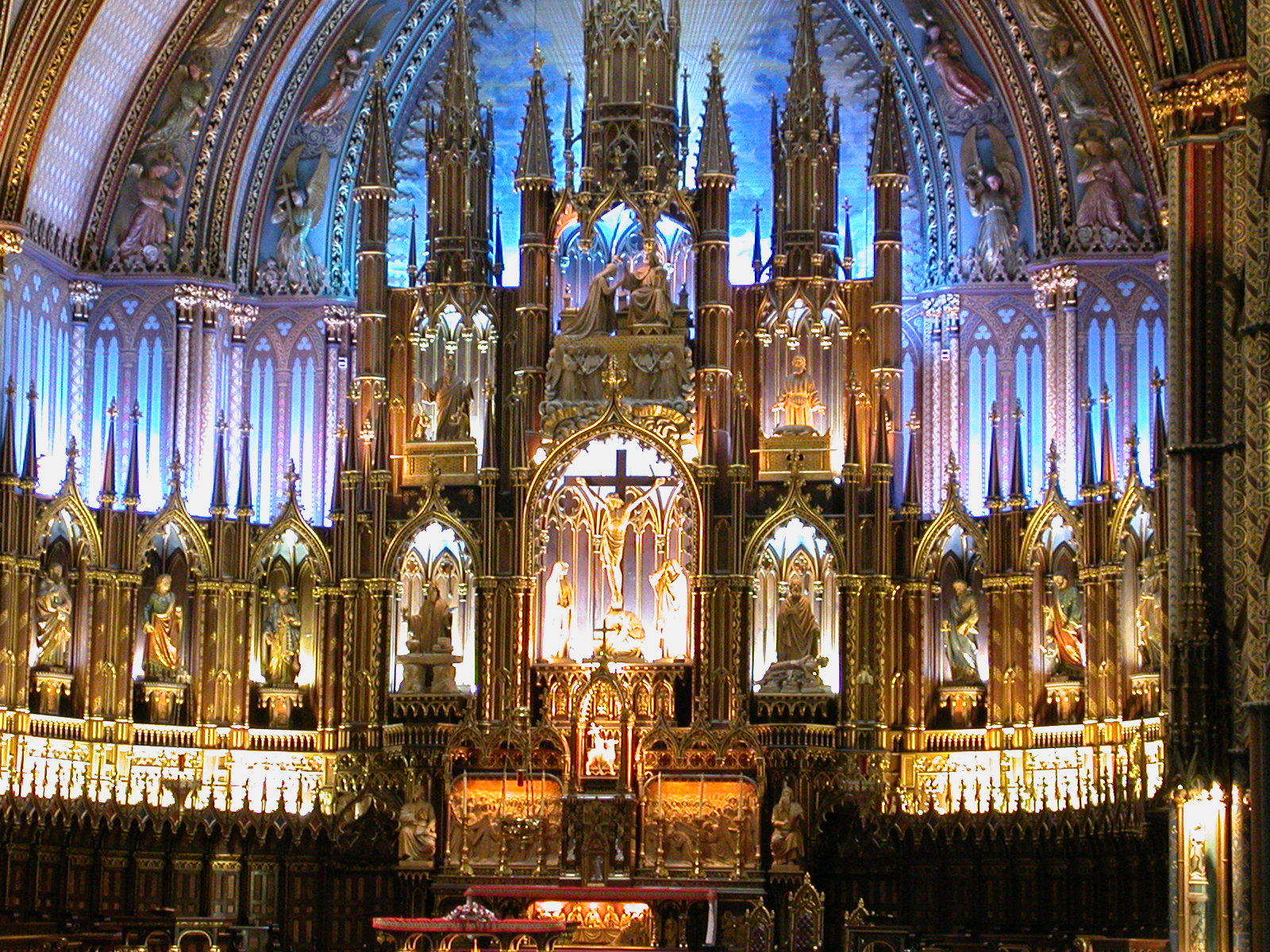
Ołtarz główny

W latach 70. XIX w. montrealski architekt Victor Bourgeau zaprojektował ołtarz główny, stalle i dekorację tła ołtarza. Figury z drewna sosnowego wyrzeźbił francuski artysta Henri Bouriché. Wszystkie motywy dekoracyjne zostały wykonane z czarnego orzecha. Gotowe posągi ustawiono w 1875 roku. Dekoracyjny motyw świątyni wymyślił proboszcz Rousselot. Założeniem motywu było zilustrowanie rzeczywistego sensu i znaczenia mszy i sakramentu Eucharystii. Kompozycyjnie ołtarz dzieli się na kilka części. W jego centrum ołtarza umieszczono scenę Ukrzyżowania, w której Chrystus jest przedstawiony jako umierający na krzyżu, po obu jego stronach stoją Maryja i św. Jan, a u stóp klęczy Maria Magdalena.
Wokół Ukrzyżowania rozmieszczone są cztery sceny ze Starego Testamentu zapowiadające ofiarę na krzyżu i mszę. W prawym dolnym rogu znajduje się scena ofiarowania Izaaka przez jego ojca, Abrahama. Na dole po lewej stronie, przedstawiona jest ofiara chleba i wina złożona przez Melchizedeka. W lewym górnym rogu widnieje Mojżesz przedstawiony w chwili ustanowienia przykazań dotyczących rytualnych ofiar ze zwierząt na ołtarzu. Składa on urnę pełną manny do Arki Przymierza. W prawym górnym rogu arcykapłan Aaron poświęca, zgodnie z tradycją, baranka.
Poniżej Ukrzyżowania znajduje siej tabernakulum, flankowane przez drewniane płaskorzeźby przedstawiające aniołów i świętych podczas adoracji, na podstawie wizji opisanej w rozdziale 7. Apokalipsy.
Pod ołtarzem umieszczona została scena Ostatniej Wieczerzy, rzeźby wykonanej z drewna na podstawie słynnego fresku Leonarda da Vinci i przedstawiającej ustanowienie przez Chrystusa Eucharystii w przeddzień jego męczeńskiej śmierci.
W górnej części ołtarza, nad Ukrzyżowaniem, znajduje się scena Koronacji Najświętszej Maryi Panny przez Chrystusa-Mesjasza, który zwyciężył śmierć przez swoje zmartwychwstanie.
Po obu stronach ołtarza ustawione są posągi proroków Izajasza i Daniela dłuta rzeźbiarza Louisa-Philippe'a Heberta z 1882 roku.

### Stalle

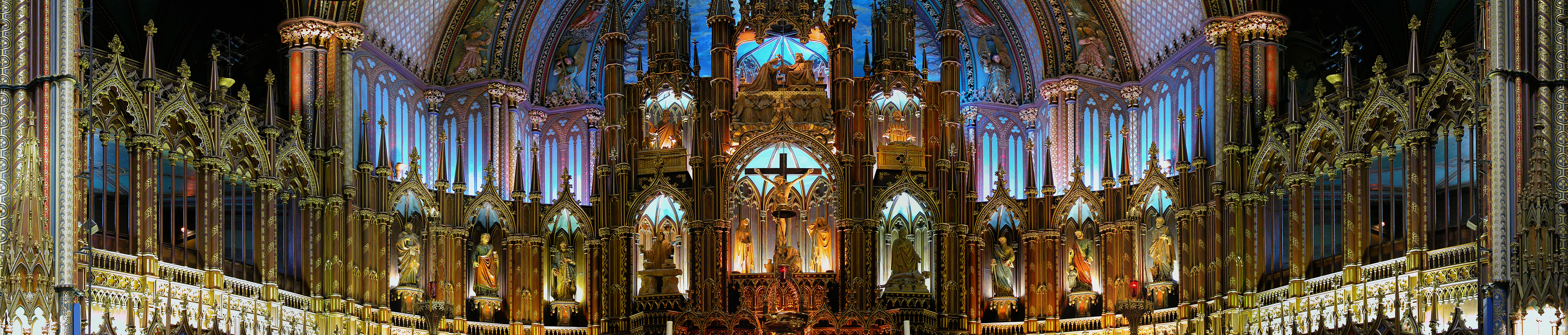
Widok prezbiterium z ołtarzem głównym i stallami

Ponad stallami prezbiterium, po prawej i lewej stronie ołtarza, ustawiono sześć polichromowanych posągów. Z prawej strony są to: św. Paweł z mieczem jego męczeńskiej śmierci w Rzymie, gdzie został ścięty, oraz dwaj ewangeliści z ich symbolami: św. Mateusz, przedstawiony z uskrzydloną męską postacią) i św. Łukasz, ze skrzydlatym wołem. Po stronie lewej stoi św. Piotr z kluczami i z kogutem przypominającym o zdradzie Jezusa, a następnie dwaj pozostali ewangeliści: św. Jan z kielichem (symbolizującym jego miłość do Eucharystii) i z orłem, (symbolem jego ewangelii), i św. Marek, ze skrzydlatym lwem.

### Nowy stół ołtarzowy i relikwiarz
W 1998 roku ustawiono w kościele nowy stół ołtarzowy. Jego projektant, rzeźbiarz Denis Dugay, czerpał inspiracje z architektury ołtarza głównego. Nowy ołtarz został konsekrowany na Boże Narodzenie 1998. Przed ołtarzem znajduje się relikwiarz. Podczas uroczystej mszy 31 października 1999 roku do bazyliki przybyli przedstawiciele poszczególnych grup religijnych, aby złożyć w nim relikwie należące do wszystkich beatyfikowanych lub kanonizowanych Kanadyjczyków, m.in.: św. Małgorzaty Bourgeoys, św. Marii Małgorzaty d’Youville i św. Andrzeja Bessette z Oratorium św. Józefa.

### Ambona
Ambona jest jednym z najcenniejszych elementów wyposażenia bazyliki. Pochodzi ona z wcześniejszych czasów, kiedy kapłan wygłaszający kazanie musiał znajdować się powyżej wiernych, aby jego głos był słyszalny w całym kościele. Ambonę zaprojektował Victor Bourgeau w latach 70. XIX w. Dekoracje rzeźbiarskie, wykonane przez Louisa-Philippe'a Héberta, przedstawiają postacie ze Starego i Nowego testamentu, w tym Chrystusa oraz świętych Piotra i Pawła. Pod baldachimem ambony widnieje gołąb, symbol Ducha Świętego, przewodnika wiernych na drodze do przyjęcia Bożego natchnienia. Na baldachimie znajdują się figury czterech Ojców Kościoła, dwóch z Zachodu: św. Augustyna i św. Leona Wielkiego i dwóch ze Wschodu: św. Bazylego Wielkiego i św. Jana Chryzostoma. Dopełnieniem rzeźbiarskiej dekoracji ambony jest wyobrażenie Wiary, przedstawionej jako posąg młodej kobiety trzymającej w jednej ręce krzyż, a w drugiej kielich mszalny.

### Kaplica Najświętszego Sakramentu
Udekorowana witrażami kaplica Najświętszego Sakramentu jest miejscem, w którym wierni mogą modlić się w spokoju i adorować Najświętszy Sakrament znajdujący się w tabernakulum na ołtarzu. Ołtarz w kaplicy jest dedykowany ojcom sulpicjanom zamęczonym w dniach 2 i 3 września 1792 podczas rewolucji francuskiej. Obok niego jest ołtarz poświęcony św. Teresie od Dzieciątka Jezus. Jej figurę, sygnowaną przez rzeźbiarza Elzéara Soucy, otaczają obrazy pędzla Oziasa Leduca.

### Kaplica Notre-Dame du Sacré-Coeur

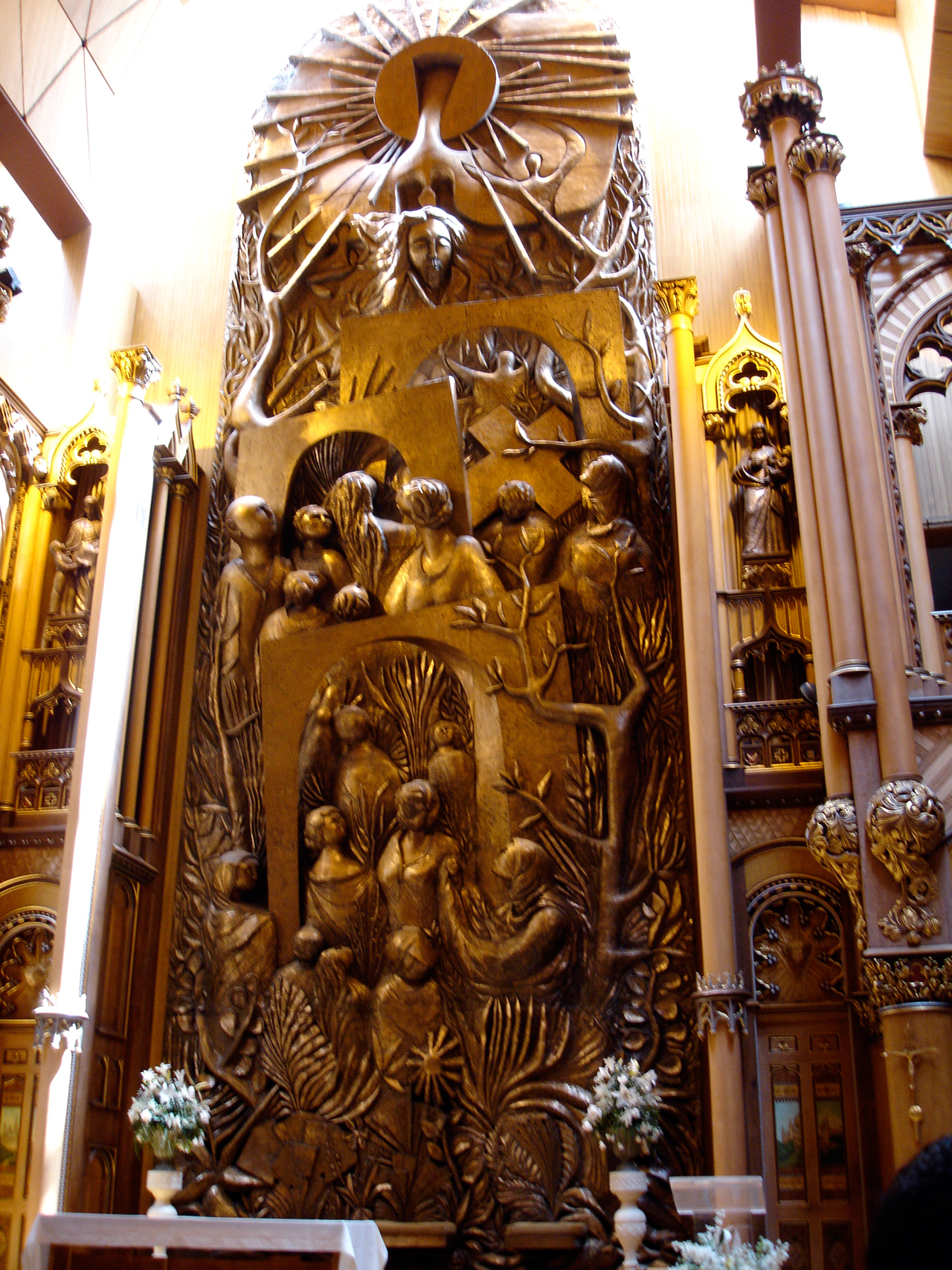
Ołtarz główny w kaplicy Notre-Dame du Sacré-Coeur

Po katastrofalnym pożarze kaplicy Notre-Dame du Sacré-Coeur 7 grudnia 1978 zdecydowano o gruntownej renowacji jej pierwszych dwóch kondygnacji. Prace wykonał zespół wykwalifikowanych stolarzy, rzeźbiarzy i cieśli. Dekorację wnętrza wykonano w drewnie lipowym. Aby umożliwić oświetlenie wnętrza światłem dziennym zmodernizowano sklepienie kaplicy. Wyremontowana kaplica została otwarta w 1982 roku.

#### Ołtarz
Autorem nowego ołtarza jest rzeźbiarz z Quebecu, Charles Daudelin. Ołtarz składa się z 32 paneli z brązu, odlanych w Anglii, w zakładzie Morris Singer Founders of London. Ołtarz ma 5 m szerokości i 8 m wysokości i waży 20 ton. Jego motywem ikonograficznym jest wędrówka ludzkości ku Bogu, przedstawionemu tu w postaci Trójcy Świętej: Ojca ukazanego jako gorejące słońce, Syna – symbolizowanego przez głowę Jezusa i Ducha Świętego oddanego w postaci ogromnego ptaka z rozłożonymi skrzydłami. W 2002 roku po obu stronach ołtarza ustawiono posągi z brązu wykonane przez rzeźbiarza Jules'a Lasalle'a: z prawej strony figurę Matki Bożej Najświętszego Serca, i po lewej stronie figurę św. Anny, pouczającej młodą Maryję.

#### Organy
W kaplicy zamontowano klasyczne francuskie organy o trakturze mechanicznej, zbudowane w roku 1982 przez zakład organmistrzowski Guilbault-Thérien z Saint-Hyacinthe. Organy składają się z 1648 piszczałek zgrupowanych w 25 głosach podzielonych na dwa manuały i pedał.

### Wielkie organy

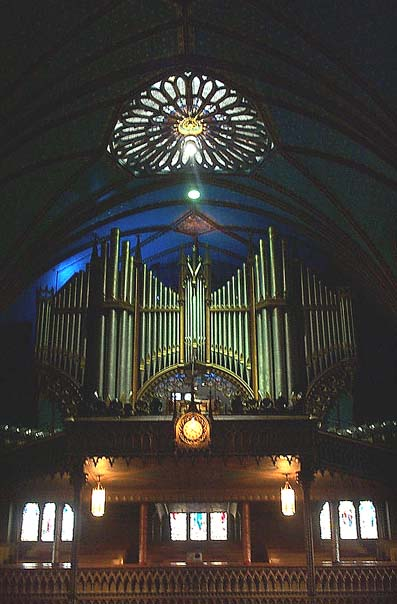
Wielkie organy bazyliki Notre-Dame

Pierwsze organy zostały zbudowane w latach 1701–1705, jeszcze w dawnym kościele Notre-Dame; był to 1-manuałowy instrument bez pedału. W 1792 roku parafia zakupiła instrument zbudowany przez angielskiego organmistrza Hollanda (2-manuałowy instrument bez pedału, mający 7 głosów). Trzeci instrument miał 23 głosy podzielone na 2 manuały i pedał. W 1858 w kościele znalazł się czwarty z kolei instrument. W 1885 roku proboszcz kościoła postanowił mieć największe organy w Kanadzie. Zamówienie złożył w zakładzie organmistrzowskim braci Samuela i Clavera Casavant. Realizacja zamówienia zajęła im 6 lat. Gotowy instrument został zainaugurowany w Niedzielę Wielkanocną 28 marca 1891 roku. Pierwotny instrument miał 81 głosów podzielonych na 4 manuały i mieszaną, elektropneumatyczną i mechaniczną trakturę gry. W roku 1924 bracia Casavant przebudowali swoje organy dodając m.in. elektryczny stół gry, kilka nowych nowe głosów oraz nową wiatrownicę. W latach 1936, 1957, 1962 i 1972 w organach wprowadzano kolejne modyfikacje i usprawnienia; W 1991 dodano kombinację elektryczną i 8 nowych głosów. W 2002 roku dodano kolejny głos, trąbkę hiszpańską (widoczną z zewnątrz jako trąbka).
Rura największej piszczałki mierzy 10 m (32 stóp), a najmniejszej – 6 mm (1/4 cala).
W 1973 roku tytularnym organistą bazyliki został Pierre Grandmaison. Gra on nie tylko podczas mszy ale również w czasie Międzynarodowego Festiwalu Organowego Montreal International Organ Festival.
Wielkie organy mają obecnie 99 głosów (ok. 6500 piszczałek) podzielonych na 4 manuały i pedał.

### Witraże
w 1929 roku, dla upamiętnienia setnej rocznicy Notre-Dame, proboszcz Olivier Maurault zlecił wykonanie nowych witraży do kościoła. Ich tematem ikonograficznym jest dawne religijne i społeczne życie osady Ville-Marie. Obrazy zaprojektował Jean-Baptiste Lagacé, a wykonanie okien zlecono warsztatowi Francis Chigot w Limoges, we Francji.